# Saint-Nizier-le-Désert
Saint-Nizier-le-Désert es una comuna francesa del departamento de Ain, en la región de Auvernia-Ródano-Alpes.

## Demografía
| 392 | 355 | 375 | 390 | 484 | 489 | 797 | 894 |
| Para los censos de 1962 a 1999 la población legal corresponde a la población sin duplicidades (Fuente: INSEE [Consultar]) |     |     |     |     |     |     |     |